# Un nid de koulaks
Un nid de koulaks (en russe : Koulatchie gnezdo) est une nouvelle d’Anton Tchekhov, parue en 1885.

## Historique
Un nid de koulaks est initialement publié dans la revue russe Le Journal de Pétersbourg, no 139, du 24 mai 1885, sous le pseudonyme A.Tchekhonte.

## Résumé
Cosme Fédorov fait visiter des villas abandonnées à une famille d’estivants qui cherchent une location pour la belle saison. 
Dans la première maison, les anciens propriétaires sont enterrés sous le plancher. Fédorov prévient que le locataire précédent a tenté de se suicider en découvrant les cercueils et que, depuis, il est fragile.
Pour les provisions, les locataires sont tenues de se fournir chez lui. Pour le ramassage de champignons, il faut payer six roubles par saison et par personne ; la chasse, c’est dix ; la baignade, quatre et demi ; et pour traverser le pont, il en coûte cinq kopecks dans chaque sens.
La deuxième villa est dans un état misérable, et les visiteurs repartent. Fédorov leur demande cinquante kopecks pour les avoir promenés.

## Édition française
- Un nid de koulaks, dans Œuvres de A.Tchekhov 1885, traduit par Madeleine Durand et Edouard Parayre, Les Éditeurs français réunis, 1955.